# Marco Lietti
Marco Lietti (Gravedona, 20 aprile 1965) è un ex ciclista su strada italiano professionista dal 1988 al 1997.
Conta una vittoria di tappa al Tour de France.

## Carriera
Lietti ottenne cinque vittorie nelle dieci stagioni da professionista, tra le quali la tappa di Gap al Tour de France 1991, quando tagliò il traguardo davanti a Greg LeMond; appena il giorno seguente fu costretto al ritiro a causa di una caduta durante il riscaldamento pre-tappa in cui si procurò la frattura di clavicola e femore.
Chiuse la carriera nel 1997 dopo aver sempre solo sfiorato la vittoria nelle classiche italiane. Tra gli altri successi nel suo palmarès vi sono le vittorie del Tour du Haut-Var del 1995 e di una tappa alla Volta Ciclista a Catalunya nel 1990.

## Palmarès
- 1986 (dilettanti)

Coppa Collecchio
- 1987 (dilettanti)

Trofeo Torino-Biella
- 1990

6ª tappa Volta Ciclista a Catalunya
2ª prova Gran Premio Sanson
- 1991

15ª tappa Tour de France
- 1994

1ª tappa Giro di Polonia
- 1995

Tour du Haut-Var

### Altri successi
- 1991

2ª tappa Tour de France (cronosquadre)

## Piazzamenti

### Grandi Giri
- Giro d'Italia

1990: 83º
1991: 62º
1992: 97º
1997: ritirato
- Tour de France

1991: ritirato
1993: ritirato
1994: ritirato
1996: ritirato
- Vuelta a España

1993: 70º
1996: 37º
1997: 93º

### Classiche monumento
- Milano-Sanremo

1993: 120º
1995: 160º
1997: 103º
- Giro delle Fiandre

1989: 38º
1990: 49º
1992: 66º
1993: 20º
1997: 76º
- Parigi-Roubaix

1990: 80º
1995: 64º
- Liegi-Bastogne-Liegi

1990: 103º
- Giro di Lombardia

1989: 32º